# Maria Rus
Maria Rus, född den 19 januari 1983, är en rumänsk friidrottare som tävlar i kortdistanslöpning och häcklöpning.
Rus blev fyra på 400 meter vid junior-VM 2000. Som senior blev hon fyra på 400 meter häck vid universiaden 2003. 
2004 var hon med i det rumänska stafettlag över 4 x 400 meter som blev bronsmedaljörer vid inomhus-VM 2004 i Budapest.

## Personliga rekord
- 400 meter - 52,64
- 400 meter häck - 56,09